# Космос-1618
Космос-1618 је један од преко 2400 совјетских вјештачких сателита лансираних у оквиру програма Космос.
Космос-1618 је лансиран са космодрома Плесецк, СССР, 15. јануара 1985. Ракета-носач Ф-2 је поставила сателит у орбиту око планете Земље. Маса сателита при лансирању је износила 40 килограма. Космос-1618 је био комуникациони сателит.